# Tiavka Khan
Tiavka Khan o Tiauka Khan fou kan dels kazakhs, fill i successor de Yahangir Khan. Va governar vers 1680 a 1715.
Fou el legislador dels kazakhs. Va establir la pau entre els kazakhs i va aturar les baralles de clans; per la seva sagacitat i equitat va guanyar molta influència. Va unir les tribus i va forçar a les més fortes a respectar-lo. Segurament fou ell el que va establir les tres hordes kazakhs, inicialment probablement simples divisions administratives però amb una tradició antiga. Va nomenar tres vice-caps per controlar els afers de cada horda: Tiul per la Gran Horda; Kazbek per la Mitjana i Aitiak per la Petita. Tot i així en el seu regnat els kazakhs van formar un grup homogeni sota el seu govern. La seva capital fou Turkestan.
Els historiador Muhammad Amin diu que el 1688 Subhan Kuli Khan, fill d'Immam Kuli Khan, que regnava a Bukharà des del 1681, va enviar dos oficials a Taixkent per negociar amb el kan Tiavka. Això mostra que els kazakhs encara dominaven Taixkent.
Va lluitar principalment contra els calmucs. El 1698, el cap sungar calmuc Tse Wang Arabtan (Khan 1689/1697-1727) va enviar una carta a l'emperador xinès en el que explicava les causes de la guerra: Galdan Boshoktu (kan calmuc 1671-1689/1697) va capturar al fill de Tiavka Khan i el va enviar al Dahu Lama; Tiavka va demanar al cap sangar Tse Wang Arabtan d'intercedir pel seu fill davant el Dalai lama; així ho va fer i va aconseguir l'alliberament; el fill fou enviat a Tiavka amb una escorta de 500 homes; però de manera inesperada aquestos homes foren assassinats al districte d'Hutiyan Han (probablement el territori d'Ulugh Dagh) junt amb el cap de l'escorta, la seva esposa i fills, i els seus béns apropiats per Tiavka. A més es va apoderar del fill del cap torgut (un altre grup calmuc) Ayuka qua anava amb la seva germana; i finalment va saquejar una caravana russa que tornava al seu país després de visitar terres dels calmucs. La guerra fou desastrosa pels kazakhs que foren pressionats pels seus enemics i expulsats cap a fora de les seves antigues terres i la seva autoritat es va acabar desintegrant.
Als darrers anys del seu regnat va perdre el control i els oficials administratius nomenats a les fronteres van començar a actuar de manera independent. les tres hordes van començar a actuar cadascuna pel seu compte. La Mitjana en va ser la més poderosa i nombrosa. La seva línia de prínceps continuava la iniciada a l'Horda Blanca.
Vers el 1715, Tiavka, Abu l-Khayr de l'Horda Petita i Khaip es titulaven kans suprems però la seva autoritat ja no era reconeguda. Tiavka va morir vers el 1715. Khaip Khan que el va succeir no fou reconegut.